# Municipio de Montebello
El municipio de Montebello (en inglés: Montebello Township) es un municipio ubicado en el condado de Hancock en el estado estadounidense de Illinois. En el año 2010 tenía una población de 3579 habitantes y una densidad poblacional de 33,59 personas por km².

## Geografía
Según la Oficina del Censo de los Estados Unidos, el municipio tiene una superficie total de 106.55 km², de la cual 95.22 km² corresponden a tierra firme y (10.64%) 11.33 km² es agua.

## Demografía
Según el censo de 2010, había 3579 personas residiendo en el municipio de Montebello. La densidad de población era de 33,59 hab./km². De los 3579 habitantes, el municipio de Montebello estaba compuesto por el 97.4% blancos, el 0.39% eran afroamericanos, el 0.08% eran amerindios, el 0.5% eran asiáticos, el 0.06% eran isleños del Pacífico, el 0.25% eran de otras razas y el 1.31% pertenecían a dos o más razas. Del total de la población el 1.12% eran hispanos o latinos de cualquier raza.